# Tokozelka nadmutá
Tokozelka nadmutá (Eichhornia crassipes), uváděná též pod názvy tokozelka vzplývavá, tokozelka vodní hyacint, tokozelka tlustostopkatá nebo vodní hyacint, je vodní rostlina z čeledi modráskovitých. Je to rostlina rostoucí na povrchu tropických a subtropických řek, jezer, rybníků a dalších vodních ploch. Řadí se k nejnebezpečnějším invazním druhům světa, byla zařazena také na Seznam invazních nepůvodních druhů s významným dopadem na Unii. 

## Nomenklatura
Eichhornia crassipes (Mart.) Solms,  1883
Basionym
Pontederia crassipes Mart.,  1823
Nomenklatorická synonyma
≡Piaropus crassipes (Mart.) Raf.,  1836
Taxonomická synonyma
=Piaropus azureus Raf.,  1836
=Piaropus tricolor Raf.,  1836
=Piaropus undulatus Raf.,  1836
=Eichhornia speciosa Kunth,  1843
=Eichhornia aquatica Schlecht.,  1862
=Eichhornia crassicaulis Schlecht.,  1862

## Popis
Vodní hyacint je vytrvalá, obvykle volně po hladině plovoucí bylina. Vegetativní stonky jsou obvykle krátké, pokud se nerozvětvují. Vláknité kořeny jsou tmavě hnědofialové až černohnědé. Květní stvol je vzpřímený, dorůstající výšky až 25 cm, po odkvětu se sklánějící, takže vytvářející se plody se semeny se ponoří pod vodu. Distální internodia kratší než 4 cm. Přisedlé listy vytvářejí růžici, řapíkaté vzplývají na hladině vody, nebo jsou do ní ponořené. Palisty dorůstají rozměru 2,2–14 cm s tupými špičkami, řapíky dorůstající délky 3,5–33 cm jsou alespoň z části výrazně nafouklé, uvnitř vyplněné pletivem s velkým obsahem vzduchových bublin (aerenchym), které rostlině umožňují plavat na hladině. Lesklé kožovité jasně zelené listy oválného až téměř kruhovitého tvaru obvykle dorůstají velikosti 2,5–11 × 3,5–9,5 cm, výjimečně u izolovaných rostlin až 25 cm v průměru. Okvětí sestává ze 4 až 15 jednotlivých květů. Toulec vejčitého tvaru je 4–11 cm dlouhý, květní stopka dlouhá 5–12,5 cm je lysá. Květy o průměru 5–7 cm se individuálně rozvíjejí asi 2 hodiny po východu slunce, večer uvadají. U okvětí s větším počtem květů obvykle vnější vykvetou jeden den a vnitřní až následující den. Šestičetný květní obal je světle modrý až slabě nafialovělý, s celokrajnými obvejčitými okvětními plátky dlouhými 16–37 mm. Jeden z nich má tmavší velkou modrou skvrnu, uprostřed s menší žlutou skvrnou. Bližší tyčinky 20–35 mm, vzdálenější 14–19 mm, prašníky 1,7–2,1 mm. Čnělka trojčetná. Plodem je trojboká, přepážkami rozdělená tobolka, obsahující značné množství drobných žebrovaných semen, 1,1–2,1 × 0,6–0,9 mm velkých.
Rostlina se rozmnožuje především vegetativně. Udává se, že oddělení nové rostliny od mateřské trvá pouhých 6–18 dní; během 3 měsíců tak může mít až 250 potomků.
Semena mohou po vysemenění vyklíčit během několika dní; obvykle však padají na dno nádrží, kde zůstávají v klidu až do doby stresu, zejména při vyschnutí vodní plochy. Jejich klíčivost přitom zůstává zachována 15–20 roků. Po znovuzaplavení oblasti semena vyklíčí a tokozelka znovu obsadí vodní plochu.

## Areál rozšíření
Původně pochází z Brazílie, ale zejména díky pěknému vzhledu se rozšířila jako okrasná vodní rostlina do celého světa a v oblastech tropů a subtropů zplaněla, především v jižních státech USA (Kalifornie, Texas, Mississippi, Louisiana, Florida), ve Střední Americe, v Africe, v Indii a Pákistánu, v jihovýchodní Asii, v severní Austrálii a na severním ostrově Nového Zélandu. Její přítomnost v přírodě byla zjištěna přibližně v 50 zemích. Stala se tam nebezpečným invazním druhem.

## Stanoviště
Vodní hyacint je teplomilná a světlomilná rostlina, rostoucí na všech typech sladkovodních ploch, od proudících vodních toků po jezera, rybníky a umělé nádrže, a to i v oblastech periodicky vysychajících. Vyžaduje, aby teplota vody se běžně pohybovala mezi 25 až 27 °C, zejména, aby neklesala nikdy pod 22 °C. V době kvetení potřebuje teplotu vody dokonce vyšší, mezi 28 až 29 °C. Nesnáší však teploty nad 34 °C. V době vegetačního klidu snáší teploty ne nižší než 10 °C. Proto u nás běžně nemůže zplanět; bylo však pozorováno její přežití na Labi u výpusti chladicí vody z elektrárny.
V našich podmínkách ji lze pěstovat v akváriích, nebo i ve venkovních zahradních rybníčcích za předpokladu, že je v zimě uchovávána v uzavřených místnostech, s dostatkem umělého světla, nahrazujícího krátký denní svit.
Díky rychlému množení vodní hyacint vytváří souvislé vzájemně propletené porosty, které jsou dokonce schopny unést člověka. V ustáleném stavu porostů tokozelky dosahuje hmotnost rostlin až 50 kg/m2 a na hektaru vodní plochy mohou být až 2 miliony jedinců. Kořenový systém vytváří příznivé podmínky pro rozvoj vodních larev, zejména moskytů, což představuje značná zdravotní rizika. Kromě toho je útočištěm pro některé druhy mlžů, roznášejících parazitární nemoc schistizomózu.

## Škodlivost vodního hyacintu

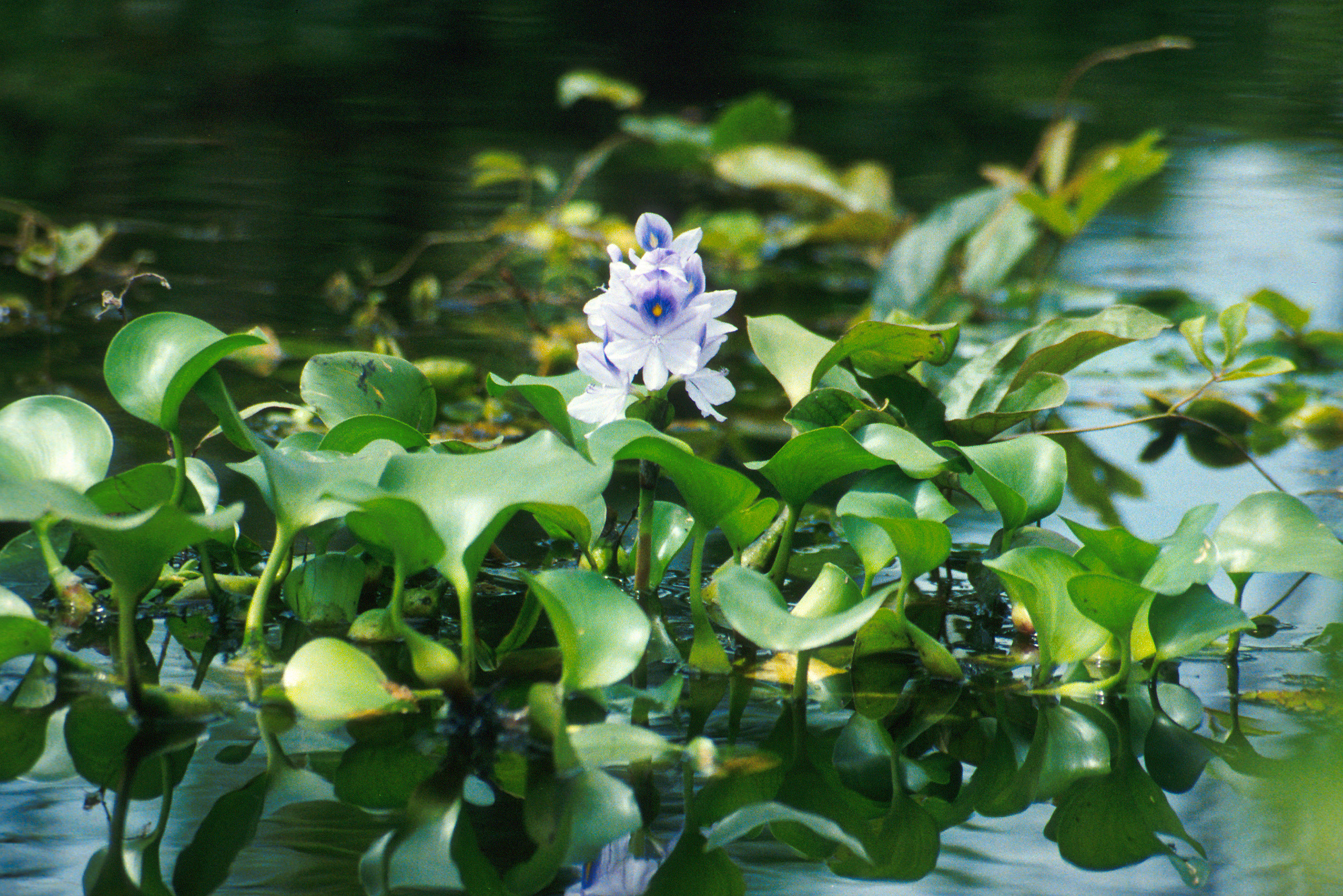
Porost vodního hyacintu

Tento druh kromě zmíněných sekundárních zdravotních problémů zejména znesnadňuje až znemožňuje vodní dopravu na zasažených vodních dopravních cestách, neboť rostliny se namotávají na lodní šrouby a husté „matrace“ rostlin přímo brání jejich pohybu. Bez intenzivního boje proti tokozelce by se např. Panamský průplav stal během pouhých tří let nepoužitelným.
Porůstání vodních ploch k rekreačním účelům brání také jejich využívání.
Významným negativním faktorem je zastínění vody před slunečním zářením, zabraňující růstu fytoplanktonu a tím i generaci kyslíku ve vodě; souvislá vrstva listů na hladině kromě toho snižuje přenos kyslíku z ovzduší do vody. Tím se omezuje možnost života pro ryby a další vodní živočichy a ovlivňuje to proto negativně rybářství.
V jihovýchodní Asii, v Indii a v Pákistánu je vodní hyacint velmi obtížným plevelem na rýžovištích, kde se rozmnoží dříve, než mohou vyrůst sazenice rýže, které prakticky udusí.

### Boj proti vodnímu hyacintu
Mechanická likvidace porostů vodního hyacintu je velice namáhavá a nákladná a nemá dlouhodobý efekt vzhledem k vysoké životaschopnosti těchto rostlin. Ve vyspělých zemích, jako např. v USA, se užívá především selektivních herbicidů. Důležitá je zejména prevence, tedy zabránění úniku pěstovaných rostlin do volné přírody.
Použití biologických prostředků proti tokozelce se setkalo pouze s částečným úspěchem. Nasazení brouků nosatců (např. druhu Neochetinia eichhorniae) a motýla Sameodes albiguttalis vedlo pouze k tomu, že rostliny dorůstaly menší velikosti a snížila se produkce jejich semen. V důsledku toho však byly porosty poněkud řidší, což umožnilo lepší přístup lodím do porostů při jejich likvidaci jinými prostředky.

## Použití
Vodní hyacint patří s ohledem na množství vytvářené biomasy (150 až 400 t/ha v čerstvém stavu, tj. 15–20 t/ha sušiny) k nejproduktivnějším rostlinám na zeměkouli. Zkoumalo se jeho využití zejména jako hnojiva, krmiva (jako čerstvé rostliny nebo siláž), potraviny (saláty, zejména v Indonésii), jako energetické suroviny pro výrobu bioplynu (až 0,2 m3 metanu z 1 kg sušiny) a jako přímého paliva, na výrobu celulózy a papíru. Kořenový systém má schopnost vázat těžké kovy jako např. olovo, rtuť a stroncium, stejně tak jako některé škodlivé organické látky (např. polychlorované bifenyly); pokusy tohoto druhu s čištěním průmyslových odpadních vod se konaly i v ČR.
Není známo ověřené použití této rostliny v lidovém léčitelství. Vodní hyacint lze s úspěchem použít v košíkářství.

## Obsahové látky
Rostlina obsahuje jen nepatrné množství sacharidů. Obsahuje triterpenické látky, kyanogenní (produkující kyanovodík) sloučeniny a alkaloidy.

## Taxonomická poznámka
Velmi příbuzným druhem je E. azurea, se kterým bývá někdy zaměňována, zejména pokud nejsou dostatečně nafouklé řapíky listů.